# Пожар в Йоханнесбурге (2023)
31 августа 2023 года пожар охватил здание в Йоханнесбурге, Южная Африка, в результате чего погибли 77 человек и более 50 пострадали; около 300 человек (141 квартира) оказались без крыши над головой. Пожар начался около 1:30 ночи. Он стал одним из самых сильных пожаров в Южной Африке.
Пожар произошёл в Центральном деловом районе в пятиэтажном заброшенном здании на углу улиц Делверс и Альберт, которое использовалось в качестве неофициального жилья бездомными. По словам очевидцев, в здании проживало до 200 человек.
Член совета Мгчини Тсваку сообщила, что перегородки и ворота внутри здания не позволили людям спастись.